# Великокняжеская усыпальница

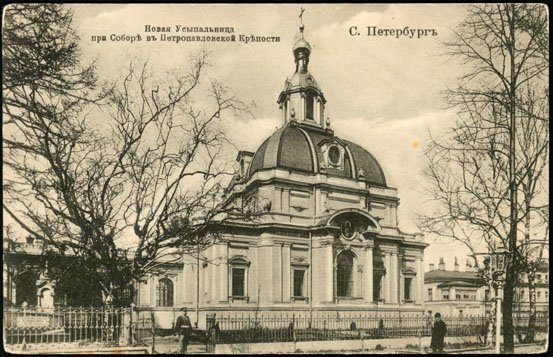
На дореволюционной открытке

Великокняжеская усыпальница — усыпальница некоронованных членов российского императорского дома, расположена в Санкт-Петербурге в Петропавловской крепости рядом с Петропавловским собором. Традиционное название «Великокняжеская усыпальница» не совсем точно: помимо особ, имевших титул великих князей и княгинь, усыпальница была предназначена также для князей императорской крови и членов породнившейся с Романовыми семьи Богарне, имевших титул герцогов Лейхтенбергских и светлейших князей Романовских.
С 1954 года входит в музейный комплекс, ныне Государственный музей истории Санкт-Петербурга.

## История
Здание Великокняжеской усыпальницы было возведено по проекту, составленному архитектором Д. И. Гриммом в 1896 году. Реализация проекта осуществлена в 1897—1908 годах архитекторами А. И. Томишко и Л. Н. Бенуа. С 1908 по 1916 год в ней были погребены тринадцать членов императорской фамилии (восемь захоронений перенесены из Петропавловского собора).
В 1992 году в усыпальнице был похоронен правнук императора Александра II князь Владимир Кириллович Романов, в 2010 году — его жена Леонида Георгиевна, а в 1995 году здесь были перезахоронены останки его родителей.

### Перечень захоронений
Захоронения особ, умерших до 1908 года (номера с 2 по 9), перенесены из Петропавловского собора. Останки Кирилла Владимировича и Виктории Фёдоровны (15 и 16) перенесены в 1995 г. из Кобурга.
1. Вел. кн. Алексей Александрович (1850—1908)
2. Вел. кн. Александр Владимирович (1875—1877), сын Владимира Александровича, перенесён 14-го и погребён 17.02.1909[2]
3. Вел. кн. Константин Николаевич (1827—1892)
4. Вел. кн. Вячеслав Константинович (1862—1879)
5. Вел. кн. Александра Николаевна (1825—1844)
6. Княжна кр. имп. Наталия Константиновна (1905)[2], дочь Константина Константиновича
7. Вел. кн. Мария Николаевна (1819—1876)
8. Князь Сергей Максимилианович Романовский, Герцог Лейхтенбергский (1849—1877)
9. Герцогиня Александра Максимилиановна Лейхтенбергская (1840—1843), дочь Марии Николаевны
10. Вел. кн. Владимир Александрович (1847—1909)
11. Вел. кн. Александра Иосифовна (1830—1911)
12. Князь Георгий Максимилианович Романовский, Герцог Лейхтенбергский (1852—1912)
13. Вел. кн. Константин Константинович (1858—1915)
14. Кн. Владимир Кириллович (1917—1992)
15. Вел. кн. Кирилл Владимирович (1876—1938)
16. Вел. кн. Виктория Фёдоровна (1876—1936)
17. Леонида Георгиевна Багратион-Мухранская (1914—2010)

## Сохранность и реставрация
Внутреннее убранство Великокняжеской усыпальницы было уничтожено в годы Советской власти: иконостас не сохранился, алтарный витраж, созданный по эскизу художника Н. А. Бруни, выбит взрывной волной во время Великой Отечественной войны.
Работы по капитальному ремонту и реставрации проводились неоднократно: в 1950-1960-х годах и в 1980-х годах.
В 2006 году по сохранившемуся в фондах Государственного музея истории Санкт-Петербурга проекту был воссоздан запрестольный витраж с изображением Воскресшего Спасителя. Работы проведены в мастерской А. И. Яковлева.
В 2008 году проводилась реставрация фасада и кровли, планируемый срок окончания работ — конец 2008 года. К маю 2008 года проектная часть всех работ уже была завершена.
По состоянию на сентябрь 2016 года Великокняжеская усыпальница открыта для посещения.